# Riksdagens tvärpolitiska nätverk mot diskriminering och våld i hederns namn
Riksdagens tvärpolitiska nätverk mot diskriminering och våld i hederns namn är ett nätverk i Sveriges riksdag som bildades 2010. Nätverket syftar till att möjliggöra träffar för att över partigränserna diskutera hur samhället kan utveckla kampen mot det hedersrelaterade våldet och förtrycket. Nätverket har flera gånger stått som värd för seminarier i riksdagen samt minnesstunder för Fadime Sahindal.
Den 25 maj 2016 anordnade nätverket ett seminarium "Rekrytering till islamiska staten", dit bland annat imamen Abo Raad från Gävle moské bjöds in som representant för imamer i Sverige för att berätta hur de arbetar mot extremism. Vid seminariet medverkade även terrorforskaren Magnus Norell. Han saknade information vid seminariets inledning om Raads kopplingar till extremism, men menar ändå att det var bra att bjuda in Raad som blev konfronterad med frågor om hans syn på till exempel Al Qaida och homosexualitet.
Som exempel på nätverkets verksamhet kan nämnas
- motionen 2020/21:2676, "Klan- och hederskultur - hot mot demokrati och jämställdhet", som undertecknats av Amineh Kakabaveh (-), Annika Strandhäll (S), Désirée Pethrus (KD), Niels Paarup-Petersen (C), Gulan Avci (L), Marta Obminska (M), Carina Ohlsson (S), Helena Vilhelmsson (C), Arin Karapet (M) och Janine Alm Ericson (MP).[7]
- motionen 2021/22:1063, "Förbud mot oskuldsnormer", som undertecknats av Amineh Kakabaveh (-), Gudrun Brunegård (KD), Ann-Sofie Alm (M), Helena Vilhelmsson (C), Marléne Lund Kopparklint (M), Gulan Avci (L), Annika Hirvonen (MP) och Elisabeth Björnsdotter Rahm (M).[8]